# Lindarängen

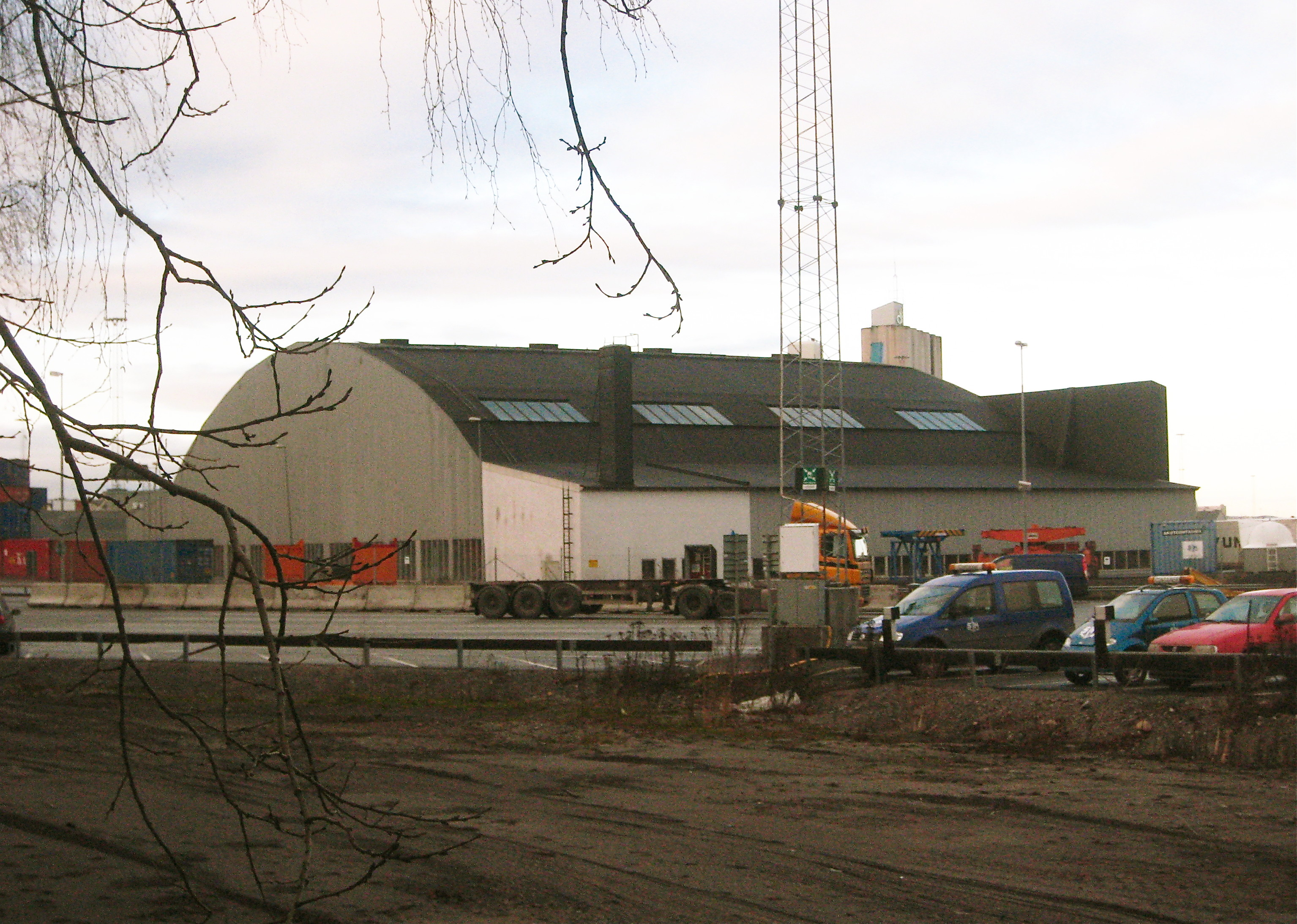
Den tidigare hangaren för Lindarängens flyghamn, nu en del av Stockholms frihamn.

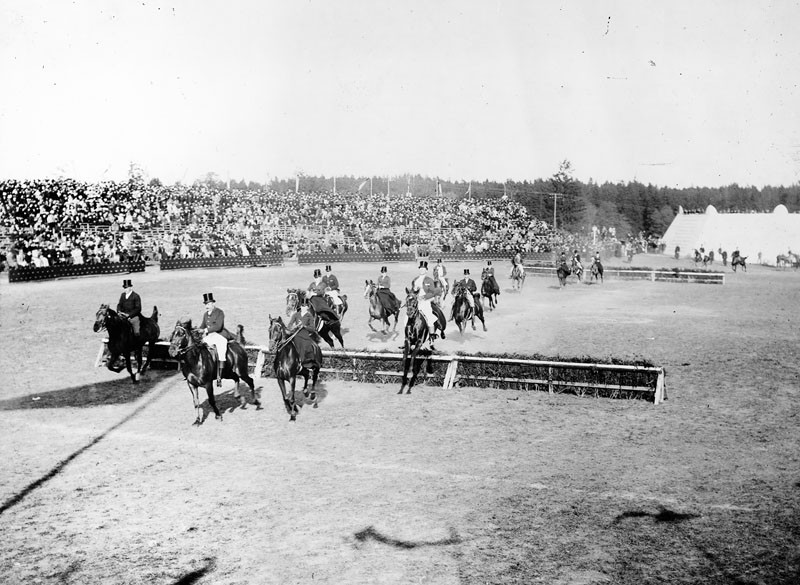
Hopptävling på Lindarängen 1894

Lindarängen är ett informellt område i Frihamnen på Gärdet i Stockholm.

## Etymologi
Namnet härrör från "Lindarängen" som var namnet på den nordöstra delen av nuvarande Ladugårdsgärde. Namnet är belagt sedan 1600-talet. På en karta från 1820-talet kallas området  Lindar-Ängen. Innan Lilla Värtans vik utfylldes (där numera Stockholms frihamn finns), låg här Linnar viken (1690) respektive Lindarängs Viken (1794). Förleden "Lindar" har olika tolkningar; dels kan det ha att göra med trädnamnet lind, en mera sannolik tolkning är dock fisknamnet lindare, linnare.

## Historik
Vid Lindarängen låg från 1890 Stockholms första riktiga kapplöpningsbana. Området användes även till fotboll, och den 29 juli 1900 vann AIK med 1-0 mot Örgryte IS på Lindarängen, vilket blev AIK:s första SM-seger i fotboll. Kapplöpningsbanan lades ner 1918.
I början av 1920-talet anlades här Stockholms första flyghamn, Lindarängens flyghamn, en flyghamn för sjöflygplan. 1936 invigdes Bromma flygplats och den landbaserade flygtrafiken kom därmed att ersätta den sjöbaserade. 1931 uppfördes en hangarbyggnad efter ritningar av Sven Markelius, vilken vintertid blev Sveriges första konstfrusna ishall, Lindarängens ispalats.